# Svärtaån

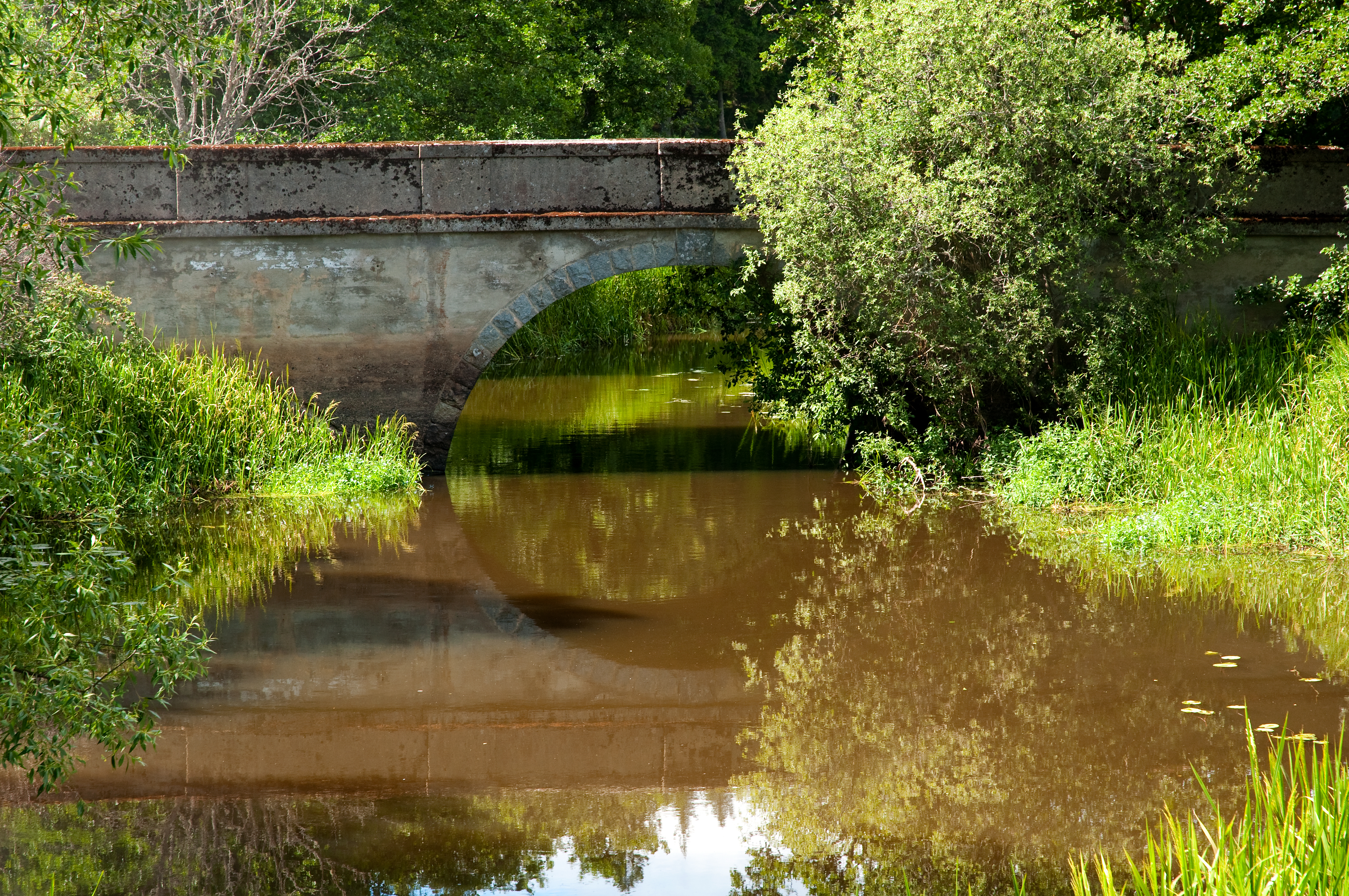
Häradsbron över Svärtaån vid Svärta gård.

Svärtaån är ett vattendrag i Nyköpings kommun, och är avloppså för bland annat sjöarna Likstammen och Runnviken. Svärtaån mynnar vid 58°46′10″N 17°5′17″Ö / 58.76944°N 17.08806°Ö i Sjösafjärden i Östersjön och har ett flodområde på 350 km². Längden är 39 km inklusive källflöden.